# Chin (bog)
Chin, poznat i pod imenima Cu, Cavil i Maran, bog je u majanskoj mitologiji povezan sa homoseksualnošću i pederastijom.
Chin se spominje kao bog povezan s homoseksualnim obredima i vezama. Biskup Bartolomé de las Casas opisao je u 16. stoljeću običajno regulirane spolne veze između neoženjenih mladih muškaraca i dječaka u današnjoj Gvatemali.